# パトリック・タム
パトリック・タム（譚耀文、英名：Patrick Tam Yiu Man、1969年3月19日 - ）は、香港の歌手、俳優である。ステラ・エンターテインメント所属。多くのテレビドラマ・映画に出演している。
1988年に第7回ニュー・タレント・シンギング・コンテストを受賞後、1989年に初の広東語アルバム「為你解悶」をリリースした。
1999年に『ビート・コップス 野獣刑警』で第18回香港電影金像奨最優秀助演男優賞を受賞。2001年に『野獣の瞳』で第38回金馬奨最優秀助演男優賞を受賞。

## 出演作品

### テレビドラマ
- 1994年：『尋龍剣侠賴布衣』
- 1994年：『方世玉與乾隆皇』
- 1994年：『恨鎖金瓶』
- 1994年：『千影神偷』
- 1995年：『南拳北腿』
- 1995年：『隋唐群英会』
- 1995年：『刀馬旦』（TVB）
- 1995年：『壱号皇庭IV』（Files of Justice IV）（TVB） - 邱永康（Chris） 役
- 1996年：『包青天 人皮面具』
- 1996年：『包青天 泣血鳳凰』
- 1996年：『新上海灘』（Once Upon a Time in Shanghai）（TVB）
- 1996年：『撻出愛火花』（Aiming High）（TVB）
- 1996年：『大刺客 大唐聶隠娘』
- 1997年：『壱号皇庭V』（Files of Justice V）（TVB） - 邱永康（Chris） 役
- 1998年：『聊齋II 花醉紅塵』
- 1999年：『縦横四海』（ATV） - 明智傑 役
- 2000年：『小宝與康熙』（TVB、中視） - 康熙 役
- 2001年：『義本無悔』
- 2001年：『難得有情人』
- 2001年：『縦横天下』（ATV）
- 2002年：『我心不死』
- 2003年：『花田囍事』
- 2003年：『執法群英之義海雄心』
- 2003年：『半生縁』（TVB）
- 2003年：『俗世情真』（Seed Of Hope）（TVB） - 胡力弘 役
- 2003年：『香港テロ対策ユニット CTU』（Angels of Mission）（TVB） - 李堅強 役
- 2003年：『西街少年』（三立、華視） - 第五正 役
- 2004年：『爭分奪秒』（Split Second）（TVB） - 楊啓東 役
- 2004年：『上海灘 侠医伝奇』
- 2005年：『仙剣奇侠伝』（重慶テレビ） - 姜清 役
- 2005年：『方徳與苗翠花』
- 2006年：『義無反顧』（ATV） - 銭志剛 役
- 2007年：『A計画』／『盜海奇兵』（中視、ATV） - 賀定国 役
- 2007年：『雪山飛狐』（ATV） - 田帰農 役
- 2007年：『浣花洗剣録』 - 紫衣侯 役
- 2007年：『特警出擊』

### 映画
- 1990年：『銃弾に追われた街』
- 1998年：『ビースト・コップス 野獣刑警』Beast Cops
- 1998年：『驚天大賊王』
- 1998年：『男人胸女人HOME』
- 1999年：『センチュリー・オブ・ザ・ドラゴン』
- 1999年：『スー・チーinトラブル・セブン』
- 1999年：『パープルストーム』
- 1999年：『超速伝説 ミッドナイト・チェイサー』
- 2000年：『決戦・紫禁城』
- 2000年：『変態殺人狂』
- 2000年：『僱庸兵』
- 2000年：『火爆刑警』
- 2000年：『笨小孩』
- 2000年：『天有眼』
- 2001年：『野獣の瞳』
- 2001年：『天上の剣』
- 2001年：『恋するブラジャー大作戦（仮）』
- 2002年：『飛虎雄師』
- 2002年：『黒道風雲』
- 2002年：『人体拼圖』
- 2003年：『非典人生』
- 2003年：『阿龍的故事』
- 2003年：『我的麻煩老友』
- 2004年：『THE MYTH/神話』
- 2005年：『西遊記リローデッド』- 暴龍 役
- 2007年：『戲王之王』（ゲスト）
- 2007年：『地獄第19層』Naraka 19
- 2007年：『葬礼揸Fit人』
- 2007年：『塚愛』In love with the dead
- 2007年：『破事児』Trivial Matters
- 2012年：『トライアド 紮職』Triad
- 2015年：『イップ・マン 継承』
- 2019年：『イップ・マン外伝 マスターZ』
- 2021年：『レイジング・ファイア』ポウ（宝）役

## 音楽作品

### アルバム
- 為你解悶（1989年）
  1. 為你解悶
  2. 泡沫裏的夢
  3. 誰共我結伴
  4. 無力再恋
  5. 長夜抱你
  6. 放棄放縦
  7. 美麗曾経
  8. 廃話
  9. 情深知多少
  10. 醉人的境界
  11. 不死的昨天
- Patrick（1989年）
  1. 令我心碎的女子
  2. 珈琲／雨点
  3. 没午夜發售
  4. 門内門外
  5. 唯有醉郷路直
  6. 撕開的筆記
  7. 我的綽号名『陷阱』
  8. 你是雨天下降的名字
  9. 明日黄昏
  10. Jo Jo
- 夜深情真（1990年）
  1. 夜深情真
  2. 又是下夜雨深宵
  3. 他郷寂寞人 - 譚耀文／梅艶芳
  4. 愛上她怎辦
  5. 懐念
  6. 困惑
  7. 你是罪
  8. 童年
  9. 聖闘士星矢（テレビアニメ『聖闘士星矢』広東語版主題歌）
  10. 近郷情更怯 - 譚耀文／湯美君（テレビドラマ『傲劍春秋』主題歌）
- Body & Soul（1992年）
  1. 長夜怨曲
  2. 忘形Champagne
  3. 愛難留
  4. 亜當與夏娃
  5. 一點光
  6. 情陷深醉夜
  7. 巧合
  8. 請你愛她
  9. 阿彌陀
  10. 我不灑脱
- 欠什麼（1996年）
  1. 自弾自唱
  2. 死心塌地
  3. 影印本
  4. 其実再不介意
  5. 仮使你聴的見
  6. 歓天喜地留給你
  7. 香水、空氣
  8. 末世男女
  9. 拉鋸
  10. 午夜的摩托車
- 妄想狂（1997年）
  1. 妄想狂
  2. 東飛客機
  3. 天生愛夜
  4. 男人的眼涙
  5. 擦著了
  6. Close to Your Heart
  7. 男人的肋骨
  8. Say Goodbye
  9. 童年
  10. 客途秋恨
- 不能言喩的（1998年）
  1. 怕黒
  2. 生命中不能言喩的愛
  3. 多一個少一個
  4. 我怎様説
  5. 只得一個可能
  6. 悠長假期
  7. 運氣
  8. 你好嗎
  9. 人生中
  10. 不可缺少你